# Worcester (Regno Unito)
Worcester (IPA: [ˈwʊstɚ], ) è una città del Regno Unito, capoluogo della contea inglese del Worcestershire.

## Storia

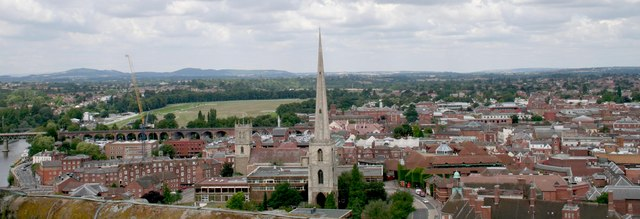
La città vista dalla Cattedrale

L'area occupata oggi dalla città è stata abitata sin dal neolitico. Un villaggio fu costruito sulla riva orientale del Severn nel IV secolo a.C. Il luogo fu poi scelto dai romani per costruirvi un forte sulla strada che andava da Glevum (Gloucester) a Viroconium (Wroxeter). Al tempo dell'insediamento degli Anglo-Sassoni la città fu scelta come sede vescovile, e acquisì il nome di Weorgoran ceaster (in antico inglese, "castello dei weorgoran", una tribù stanziata nella zona), da cui deriva il nome odierno. Nel 680 iniziò la costruzione della cattedrale ad opera del vescovo Bösel. Nel 1041 la città fu quasi interamente distrutta a seguito di una rivolta contro le tasse imposte dal re Canuto II. Fu in seguito attaccata tre volte (nel 1139, 1150 e nel 1151) durante la guerra civile per la successione al trono tra Stefano d'Inghilterra, l'ultimo re normanno, e sua cugina l'Imperatrice Matilda, figlia del re Enrico I. Nel tardo medioevo la popolazione aveva raggiunto i 10 000 abitanti e l'industria tessile era divenuta una componente importante dell'economia locale.
Il 3 settembre del 1651 poco lontano da Worcester, vicino al villaggio di Powick, fu combattuta un'importante battaglia della guerra civile inglese. I sostenitori di Carlo II furono sconfitti ed il re si rifugiò dapprima in Shropshire per poi raggiungere la Francia. La città fu fedele alla causa del re durante la guerra e per questo motivo si guadagnò l'appellativo di "città fedele".
Nel XVIII e nel XIX secolo la città ebbe uno sviluppo industriale.
La fabbrica di porcellane di Worcester venne fondata nel 1750 e costituisce ancora oggi un'importante attività economica. Negli anni cinquanta e sessanta del secolo scorso larghe sezioni del quartiere medievale sono state demolite.
I confini attuali della città risalgono al 1974, quando vennero assorbite nei confini cittadini, le comunità di Warndon e St Peter the Great.

### Pronuncia del nome
La peculiare pronuncia del nome omette totalmente le lettere centrali "rce", come se la grafia fosse "Woster" o "Wooster". Questa caratteristica si ripercuote anche su i nomi da essa derivati, quali Worcestershire e la salsa Worcester. Anche la città di Worcester in Massachusetts segue la stessa regola di pronuncia.
Questa semplificazione linguistica, dove la vocale tra due suoni "s" viene elisa nella lingua parlata, non è unica; altri esempi sono le città di Leicester, Bicester e Gloucester.

## Monumenti

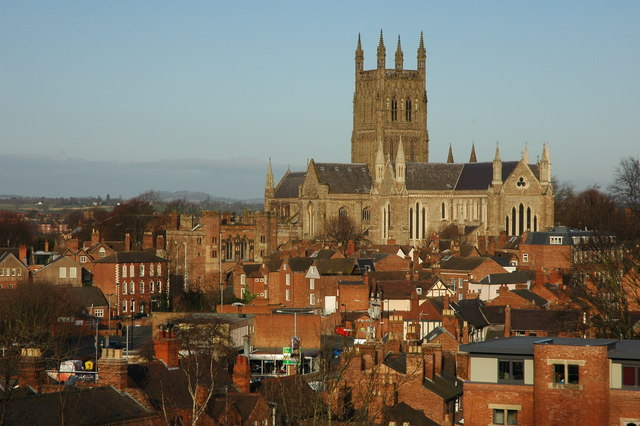
La città con la sua Cattedrale.

Tra i monumenti cittadini di rilievo spicca su tutti l'imponente cattedrale gotica che domina la riva sinistra del Severn. Notevole è il coro in stile gotico costruito tra il 1220 el 1260. Di fronte al presbiterio è posta la tomba del re Giovanni Senza Terra. Nel presbiterio è posta la cappella funeraria del principe Arthur, fratello maggiore del futuro re Enrico VIII. La cripta fu costruita a partire dal 1084 dal vescovo Wulstan. Il chiostro è trecentesco e dal lato orientale si accede all'edificio romanico della Chapter House. All'esterno della cattedrale è posta la trecentesca Elgar Tower attraverso la quale si accedeva al monastero.
Non lontano dalla cattedrale sono situati i fabbricati della fabbrica di porcellana Royal Worcester, che ospitano il Dyson Perrins Museum, dedicato alla porcellana.
Nei pressi del canale che collega il Severn a Birmingham è posto l'edificio in stile Tudor denominato The Commandery, che fu il quartier generale di Carlo II durante la battaglia di Worcester.
Sulla Friar Street sono ubicati una casa museo in stile Tudor e dall'altro lato della strada la casa a graticcio Greyfriars, che era parte di un convento francescano.
In un edificio vittoriano della strada The Tything è situata la Biblioteca cittadina ed il Museum and Art Gallery che esibisce reperti della storia locale ed una collezione di dipinti vittoriani.

## Economia
La città di Worcester, posta sulle rive del fiume Severn, con collegamenti fluviali verso Birmingham ed altri luoghi delle Midlands attraverso una rete di canali, divenne un importante centro dell'industria manifatturiera leggera, anche se in epoca tardo-vittoriana vide la crescita di fonderie di ferro quali Heenan & Froude, Hardy & Padmore e McKenzie & Holland.
Una delle più fiorenti industrie fu quella della produzione di guanti, che tra il 1790 e il 1820 vedeva impiegati circa 30 000 lavoratori in 150 fabbriche. Allora circa la metà della produzione inglese di guanti era concentrata nello Worcestershire. Nel XIX secolo la produzione locale di guanti si ridusse di molto a causa della concorrenza estera, principalmente di quella francese, e alla metà del XX secolo solo poche industrie di questo tipo rimanevano a Worcester. Oggi sopravvivono ancora tre aziende produttrici di guanti: Dent Allcroft, Fownes e Milore.
Anche l'industria delle porcellane, una volta fiorente, declinò e l'ultimo produttore di porcellane di Worchester chiuse i battenti nel 2008.
Uno dei prodotti più famosi di Worcester è la salsa che prende il nome dalla città, la Salsa Worcester marca Lea & Perrins, imbottigliata nello stabilimento di Midland Road, sede della casa Lea & Perrins fin dal 16 ottobre 1897.
Worcester vanta anche quello che si ritiene sia il più antico giornale del mondo, il Berrow's Worcester Journal, la cui pubblicazione ebbe inizio nel 1690.

## Comunicazioni
Il fiume Severn che attraversa la città è navigabile ma la navigazione fluviale è ormai molto limitata.
Dalla città si diparte un canale, costruito nel 1815, che la collega a Birmingham e che è sfruttato oggi quasi esclusivamente per fini turistici. L'autostrada M5 passa a est dell'abitato. Worcester è servita da diverse linee ferroviarie che la collegano a Birmingham, a Hereford ed a Oxford.